# 윤기황
윤기황(1954년 11월 15일 ~ )은 대한민국의 성우이다. 1979년 TBC에 입사했으며, 언론통폐합으로 현재는 KBS 15기로 분류된다. 한국방송 성우극회 소속.

## 주요 출연작품

### 애니메이션
- 삼국지 (KBS) - 원소
- 미래소년 코난 (KBS) - 카루 아저씨
- 보안관 삼총사 (KBS) - 콜로라도
- 밀림의 왕 레오 (KBS)
- 전설의 용사 다간 (SBS) - 오 경사
- 미래전사 드래곤 파이터 (SBS)
- 드래곤볼Z (SBS) - 신
- 출격 로보텍 (SBS) - 로이 대장
- 아기공룡 덴버 (SBS)
- 몬스터 (투니버스) - 기자3
- 로빈은 사춘기 (EBS) - 프레드

### 영화
- 쥬라기 공원 2 (KBS) - 러들로우 (알리스 하워드)
- 언더시즈 (KBS)
- 배트맨 (SBS) - 로버트 (앤서니 웰링턴) / 닉(크리스토퍼 페어뱅크)
- 투명인간의 사랑 (SBS)
- 고인돌가족 플린스톤2 (KBS)
- 행복을 파는 기계 (KBS)
- 천국의 맞은편 (KBS)
- 이레이저 (SBS) - 몰하트(게리 벡커) / 세르게이 이바노비치 페트로프스키(올렉 크루파)
- 첩혈속집 (SBS)
- 용재변연 (SBS) - 경찰서장(이요명) / 조직원(이가정)
- 다이하드 2 (SBS) - 에스페란자 (프랑코 네로)
- 다이하드 3 (KBS) - 찰스 와이스(케빈 체임벌린) / 리키 월시(안소니 펙) / 칼(스벤 툴러바드)
- 흑협2 (KBS)
- 미로 (KBS) - 스탄
- 아이 리멤버 에이프릴 (KBS)
- 멕시칸 (KBS) - 바비 네이만 (밥 밸러번)
- 클리프행어 (KBS) - 델마(크레이그 페어브라스) / 조종사(킴 로빌라드)
- 유니버셜 솔져2 (SBS)
- 크림슨 리버 (SBS)
- 춤추는 대수사선 (KBS) - 무로이 신지 (야나기바 토시로)
- 스네이크 아이 (KBS) - 미키(칩 지엔)
- 식스맨 (KBS)
- 옥시즌 (KBS)
- 죽음의 터널 (KBS)
- 살인 표적 (SBS)
- 폴 뉴먼의 평결 (KBS)
- 리플리컨트 (SBS)
- 화소도 (KBS)
- 트루 라이즈 (KBS) - 헬리콥터 조종사(찰스 A. 탐버로) / 테러범(지노 실바노)
- 시몬 (KBS) - 월터(배리 파픽)
- 진용 (SBS)
- 러브 인 텍사스 (KBS)
- 프로젝트 A (KBS) - 주영령(린웨이)
- 매드맥스2 (SBS) - 휴멍거스 (크젤 닐슨)
- 오르페브르 36번가 (KBS) - 휴고(로슈디 젬)
- 무림지존 (KBS) - 천잠 (원화)
- 스페셜리스트 (SBS) - 트렌트 (제임스 우즈)
- 니키타 (SBS)
- 폭로 (KBS)
- 향수: 어느 살인자의 이야기 (KBS) - 몽테스키 후작(해리스 고든) / 의원
- 해리가 샐리를 만났을 때 (SBS) - 조(스티븐 포드)
- 허드슨 호크 (KBS)
- 최종 분석 (SBS) - 지미 (에릭 로버츠)
- 마이클 클레이튼 (KBS) - 배리 그리섬 (마이클 오키프)
- 왕자와 거지 (KBS) - 근위병(앤드류 롯지)
- 코쿤 (SBS)
- 하몬드 가의 비밀 (KBS)
- 투명인간 (KBS)
- 툼 스톤 (KBS) - 죠니 빈(존 테니)
- 은밀한 거래 (KBS) - 마이클(장 프랑소와 스테베닌)
- 위험한 도박 (KBS)
- 어느 이혼녀의 고백 (KBS)
- 트위스터 (KBS) - 조나스 밀러 (캐리 엘위스)
- 하드 레인 (KBS)
- 에디 머피의 골든 차일드 (KBS)
- 달려라 청춘 (KBS) - 시릴 (다니엘 스턴)
- 고공 침투 (SBS)
- 비룡맹장 (KBS) - 화 회장(원화)
- 아이언 이글 (SBS) - 나케쉬 (데이비드 서쳇)
- 007 살인번호 (KBS) - 펠릭스 라이터(잭 로드)
- 오복성 (KBS) - 진회장(전준)
- 사랑은 소리높이(KBS) - 닐(크레이그 헤이스)
- 킥 복서(SBS) - 에릭(데니스 알렉시오)
- 소공녀(KBS) - 램 다스(시저 로메로)
- 죠스 2 (KBS) - 앤디(게리 스프링거)
- 노인과 바다 (KBS) - 자동차 정비원(제이미 티렐리) / 흑인(제임스 맥대니얼)
- 난파선 (KBS) - 하레스(프랭크 크로그) / 선원(하랄 브레나)
- 야성의 킬리만자로 (KBS) - 군더(마틴 보디)
- 비각칠 2 (SBS) - 두목(노혜광)
- 리썰 웨폰 (SBS) - 조슈아(게리 부시)
- 로마 제국의 멸망 (KBS) - 소하이무스(오마르 샤리프) / 빅터리누스(조지 머셀)
- 39계단 (KBS) - 보안관(프랭크 셀리)

### 외화
- 자동차왕 포드 (KBS)

### 방송
- TV쇼 진품명품 (KBS 1TV) - 2005년 12월 18일 출연
- 두개의 분단 하나의 통일: 베를린에서 통일을 논하다 (KBS 1TV) - 한스 모드로프(마지막 동독 총리(목소리 출연))
- TV쇼 진품명품 예고 (KBS 1TV, KBS 2TV)
- KBS 스포츠 전국장사 씨름대회 예고 (KBS 1TV, KBS 2TV)
- 도전 지구탐험대 예고 (KBS 2TV)